# جی فلیپ
جورجیا کلر فلیپو ، معروف به جی فلیپ ، خواننده، ترانه سرا، چند ساز و تهیه کننده استرالیایی اهل ملبورن ، ویکتوریا است. جورجیا کلر فلیپو   در مدرسه ابتدایی در مدرسه ابتدایی بانوی اسامپشن (OLA) در چلتنهام ، ویکتوریا و دبیرستان را در کالج ستاره دریا در برایتون ، ویکتوریا تحصیل کرد و در سال 2011 فارغ التحصیل شد. فلیپو لیسانس اجرای موسیقی در موسسه باکس هیل تحصیل کرد.